# Гідроакумуляція
Гідроакумуляція (рос. гидроаккумуляция; англ. hydroaccumulation, water storage, pumped(water) storage; нім. Druckflüssiqkeitsspeicherung f) — нагромадження гідроенергії створенням запасів води у водосховищах верхнього б'єфу.